# Hold It Against Me
Hold It Against Me è un brano musicale della cantante pop statunitense Britney Spears, pubblicato come primo singolo l'11 gennaio 2011 dall'etichetta discografica Jive. Il singolo anticipa la pubblicazione del settimo album della cantante, Femme Fatale.
Il brano, scritto e prodotto da Dr. Luke e Max Martin, è stato presentato il 10 gennaio 2011 sul sito ufficiale di Ryan Seacrest, che l'ha presentato sul suo programma radiofonico poco dopo, ed è stato anticipato dalla diffusione in rete di una versione demo cantata da Bonnie McKee. A pochi giorni dalla pubblicazione il pezzo è arrivato al primo posto delle canzoni più ascoltate su iTunes: negli Stati Uniti, dopo solo 24 ore, ha venduto 150.000 copie.

## Stile
Il brano presenta uno stile dance-pop che miscela pulsazioni industrial e un ritmo trance: presenta un breakdown influenzato dal dubstep e un ritornello finale con elementi di rave music. L'hook è stato associato da Ann Powers del Los Angeles Times a (I Just) Died in Your Arms (1986) dei Cutting Crew. La voce della Spears è stata definita come "un po' trattata" ma non pesantemente modificata tramite Auto-Tune. Il coro pop in stile Max Martin contiene synth cadenzati, che sollevano la sua voce e la mettono in contrasto con un ritmo forte e duro.
Dopo il secondo ritornello, il ritmo rallenta e la Spears continua il testo parlando. A questo segue un breakdown influenzato dal dubstep, che dura circa trenta secondi e che presenta la Spears gemere, lanciare baci e cantare i versi "Gimme something good, don't wanna wait I want it now / Drop it like a hood and show me how you work it out". Hold It Against Me continua con un secondo breakdown, con un sound più simile al resto del brano. Il ritornello finale contiene un abbozzo di accordi rave, cui segue la fine improvvisa del pezzo.
Dal punto di vista del testo, Hold It Against Me parla della cantante mentre è intenta a sedurre qualcuno su una pista da ballo. Il ritornello è composto da frasi da rimorchio, con la Spears che canta: "If I said I want your body now, would you hold it against me?" e "Cause you feel like paradise, and I need a vacation tonight". James Montgomery di MTV ha paragonato i sentimenti del testo a If U Seek Amy. La prima frase del ritornello è stata paragonata a If I Said You Had a Beautiful Body Would You Hold It Against Me (1979) dei The Bellamy Brothers.

## Accoglienza
Hold It Against Me è stato accolto principalmente in maniera positiva da parte della critica: molti hanno elogiato il brano per le sue sonorità, anche se alcuni ne hanno criticato il testo.
Rick Florino di Artistdirect ha assegnato al brano quattro stelle e mezzo su cinque, considerandolo tra i singoli dance più orecchiabili di Britney. "La canzone si pone con orgoglio a fianco di suoi classici come Womanizer, Gimme More e Toxic, ma c'è una raffinata eleganza eterea che vede Britney camminare in nuovi territori e spingere i confini del dance pop un'altra volta". Nick Levine di Digital Spy considera il brano il miglior singolo di Britney dopo Womanizer e Piece of Me e ha aggiunto che anche se il pezzo è stato composto da Dr. Luke e Max Martin, "non sembra uno scarto di Ke$ha o Katy Perry ma una strepitosa melodia di Britney per il 2011, abbastanza esclusiva da affiancare a Only Girl (in the World) nei vostri iPod, ma anche abbastanza confidente da ripresentare un po' della classica Britney". Brad Wete di Entertainment Weekly ha considerato il brano un classico di Britney che rimane nel suo genere senza mostrare una maturità artistica. "Ascoltate ...Baby One More Time o I'm a Slave 4 U e lì troverete la crescita»; infine non ha apprezzato molto la sua performance vocale sul ritmo techno dance europeo creato da Luke e Martin.
Greg Kot del Chicago Tribune ha commentato: "Finora è uno dei singoli della Spears con un suono più duro e dovrebbe fare il lavoro di riempitivo in discoteca per gli ascoltatori che arrivano dagli ultimi singoli di Katy Perry e dei The Black Eyed Peas"; ha anche criticato la performance vocale della cantante: "come nel caso dei suoi più recenti lavori, sembra annoiata".
Popjustice ha paragonato positivamente il pezzo ultimato con la versione demo apparsa in rete, affermando: "Mentre testo e melodia non sono poi tanto diversi, la versione di Britney di è mille volte meglio della demo. È una traccia più dura, pressante, ed estremamente epica che sembra il lavoro di una superstar". Jim Farber del Daily News ha detto che la canzone offre un promettente accenno alle migliori hit di Britney: ha il requisito, un testo con doppisensi, un arrangiamento ingegnoso ed un attento trattamento di una star come ornamento invece che di una forza motrice. Con tutto questo alle sue spalle, la ragazza di 'Oops' potrebbe davvero "farlo un'altra volta". Michael Cragg del The Guardian l'ha definita "abbastanza decente".
Jim Cantiello di MTV ha commentato: "...Spiacente odiatori, è un home run. Il mix di Max Martin e Dr. Luke combina l'elettro-house che attualmente domina le Top 40 con un ritornello che accenna al passato pop di Britney. Per essere più chiaro, Hold It Against Me regna". Edna Gundersen del USA Today ha detto: «Anche se costruita su una delle più stupide frasi d'abbordaggio della storia dei bar, il nuovo singolo di Britney Spears porta abbastanza ecstasy vertiginosa di dance-pop da assicurarle un'altra corsa alla numero uno». Bill Lamb di About.com l'ha definito «una delle creazioni dance pop più mature della sua carriera». Ha anche aggiunto: "Il primo verso e il ritornello sono molto orecchiabili e poi il bridge decolla in un glorioso elettropop. La musica pop del 2011 ha avuto qui un breve colpo. Hold It Against Me prenderà presto posto tra i migliori singoli di Britney Spears".

## Video musicale
Il video per Hold It Against Me è stato girato nella terza settimana di gennaio 2011, con Brian Friedman come coreografo.
Le riprese sono durate due giorni e il direttore del video è Jonas Ackerlund. Il 4 febbraio la stessa Spears ha postato sulla sua pagina Facebook un teaser di appena cinque secondi del video pubblicando poi, giorno dopo giorno sempre sulla sua pagina ufficiale, altri teasers prima della première del video, avvenuta il 17 febbraio 2011 alle ore 3:55 (21:55 negli USA).
Il video è caratterizzato da una grande varietà di costumi e di stacchi frenetici d'inquadratura. Seppure il video appaia superficialmente privo di un legame tra le varie sequenze, nasconde in realtà un "riassunto" della vita della cantante, raccontato sotto forma di metafore.
Il video comincia con l'inquadratura di una meteora che precipita sulla Terra, che simboleggia l'arrivo sulle scene musicali della Spears. Durante i primi due versi troviamo la cantante mentre balla all'interno di un palco concentrico insieme a dei ballerini, pubblicizzando profumi e prodotti per la cosmesi. Questo rappresenta il periodo iniziale della carriera della Spears, al centro dell'attenzione e benvoluta da tutti. Durante i primi due ritornelli, invece, troviamo Britney vestita da sposa all'interno di una torre cilindrica formata da schermi che proiettano i suoi più celebri video (Possiamo infatti riconoscere ...Baby One More Time, Sometimes, Overprotected, Lucky e, per un breve momento, anche un video tratto dal documentario Britney: For the Record). Questa scena ha due significati: da una parte presenta la vita privata della cantante (il matrimonio con Kevin Federline) e dall'altra quella pubblica (una serie di successi discografici). Verso la fine del secondo ritornello, il viso di Britney si deforma, e inizia a gettare vernice sugli schermi della torre cilindrica, attraverso piccoli tubi annodati alle sue mani, contorcendosi in diverse posizioni, per poi cadere al suolo. Questa scena è la rappresentazione del suo periodo più buio, durante il quale ha perso il controllo di se stessa (contorsioni) e ha vanificato tutti i frutti del suo successo (la vernice sugli schermi che proiettavano i suoi video). Tale sequenza della vernice è alternata ad un'altra sequenza, dove una Britney vestita in rosso lotta contro un suo alter ego vestito in blu, simbolo della volontà di Britney di voler riprendere il controllo di se stessa. L'ultima sequenza ci mostra l'attuale Britney, mentre balla su un palco rettangolare e con attorno a sé fiammate, scintille e coriandoli che scendono dal soffitto, volendo dire che è tornata più in forma che mai. Il punto interrogativo al finire del video sta a significare un "To Be Continued" lasciando nell'ignoto il successo futuro che sicuramente avrà la pop star.
il 6 febbraio 2015 il video ha ottenuto la certificazione Vevo per aver raggiunto le 100.000.000 di visualizzazioni.

## Tracce
Download digitale
1. Hold It Against Me - 3:49

Download digitale (Regno Unito)
1. Hold It Against Me - 3:49
2. Hold It Against Me (versione strumentale) - 3:49

## Successo commerciale
Il brano ha fatto il suo ingresso alla posizione numero 16 della classifica di Billboard Pop Songs con circa 4.071 passaggi radiofonici diventando la terza canzone con più passaggi radiofonici nella prima settimana degli ultimi 18 anni dietro solo a Mariah Carey e Lady Gaga: la prima con Dreamlover ha debuttato alla 12, la seconda con Born This Way alla 14. In alcune nazioni il brano ha debuttato subito in top 10 (decima in Australia e in Svezia, sesta in Irlanda e in Spagna, seconda in Italia e in Norvegia) e direttamente al primo posto in Nuova Zelanda, Stati Uniti, Canada e Danimarca; il successo del brano, anche a causa della scarsa promozione da parte della cantante e della pubblicazione ritardata del video, subisce presto una botta d'arresto precipitando in modo anche abbastanza veloce nelle classifiche.
Negli Stati Uniti il brano è entrato alla prima posizione della classifica digitale statunitense con circa 411.000 copie vendute diventando così il brano più venduto nella sua settimana di debutto tra i singoli di Britney; la Spears invece diventa l'artista femminile con il maggior numero di copie vendute nella prima settimana, superando il record di Taylor Swift che con Today Was a Fairytale aveva debuttato con 325.000 copie e in generale la quarta artista dietro Right Round di Flo Rida (636.000), Boom Boom Pow dei Black Eyed Peas (465.000) e Crack a Bottle di Eminem e 50 Cent (418.000). Il brano ha debuttato anche alla prima posizione della Billboard Hot 100 diventando la quarta numero uno della cantante: Britney diventa così la seconda artista nella storia di questa classifica (dopo Mariah Carey) a debuttare con più singoli direttamente in vetta alla classifica. Il brano mantiene la vetta una sola settimana, come il precedente 3, e la settimana successiva scende alla numero 6 della Hot 100 e alla numero 3 della classifica digitale con circa 183.000 copie digitali vendute, il 55% in meno rispetto alla settimana di debutto: Hold It Against Me diventa così la seconda canzone con il più alto decremento di vendite nella seconda settimana, di nuovo dopo Today Was a Fairytale di Taylor Swift (le cui vendite erano scese del 69% rispetto alla settimana di debutto).
Anche in Canada il brano debutta direttamente al primo posto, con circa 37.000 copie digitali vendute, diventando la quarta numero uno della cantante e il quarto debutto direttamente alla numero 1 dopo Girlfriend di Avril Lavigne del 2007, Crack a Bottle di Eminem e 50 Cent del 2009 e California Gurls di Katy Perry del 2010. Hold It Against Me diventa il brano con più copie digitali vendute nella settimana di debutto per un artista e il secondo brano con il maggior numero di copie vendute in una settimana dopo The Time (Dirty Bit) dei Black Eyed Peas (38.000).

## Classifiche

### Classifiche settimanali
| Classifica (2011)   | Posizione massima |
| ------------------- | ----------------- |
| Australia           | 4                 |
| Austria             | 16                |
| Belgio (Fiandre)    | 2                 |
| Belgio (Vallonia)   | 1                 |
| Canada              | 1                 |
| Danimarca           | 1                 |
| Finlandia           | 1                 |
| Francia             | 31                |
| Germania            | 23                |
| Giappone            | 8                 |
| Irlanda             | 5                 |
| Italia              | 2                 |
| Lussemburgo         | 8                 |
| Norvegia            | 2                 |
| Nuova Zelanda       | 1                 |
| Paesi Bassi         | 20                |
| Regno Unito         | 6                 |
| Repubblica Ceca     | 17                |
| Slovacchia          | 3                 |
| Spagna              | 6                 |
| Stati Uniti         | 1                 |
| Stati Uniti (Dance) | 1                 |
| Stati Uniti (Pop)   | 3                 |
| Svezia              | 9                 |
| Svizzera            | 7                 |
| Ungheria            | 33                |

### Classifiche di fine anno
| Classifica (2011) | Posizione |
| ----------------- | --------- |
| Australia         | 97        |
| Belgio (Fiandre)  | 93        |
| Belgio (Vallonia) | 81        |
| Canada            | 50        |
| Giappone          | 75        |
| Svezia            | 96        |
| Stati Uniti       | 60        |

## Date di pubblicazione
| Regione       | Data             | Formato           |                   |
| ------------- | ---------------- | ----------------- | ----------------- |
| Australia     | 11 gennaio 2011  | Download digitale |                   |
| Canada        | 11 gennaio 2011  | Download digitale |                   |
| Danimarca     | 11 gennaio 2011  | Download digitale |                   |
| Finlandia     | 11 gennaio 2011  | Download digitale |                   |
| Francia       | 11 gennaio 2011  | Download digitale |                   |
| Italia        | 11 gennaio 2011  | Download digitale |                   |
| Irlanda       | 11 gennaio 2011  | Download digitale |                   |
| Messico       | 11 gennaio 2011  | Download digitale |                   |
| Nuova Zelanda | 11 gennaio 2011  | Download digitale |                   |
| Norvegia      | 11 gennaio 2011  | Download digitale |                   |
| Paesi Bassi   | 11 gennaio 2011  | Download digitale |                   |
| Portogallo    | 11 gennaio 2011  | Download digitale |                   |
| Spagna        | 11 gennaio 2011  | Download digitale |                   |
| Stati Uniti   | 11 gennaio 2011  | Download digitale |                   |
| Svezia        | 11 gennaio 2011  | Download digitale |                   |
| Svizzera      | 11 gennaio 2011  | Download digitale |                   |
| Brasile       | 11 gennaio 2011  | Download digitale | 12 gennaio 2011   |
| Polonia       |                  | Download digitale | 12 gennaio 2011   |
| Regno Unito   | 17 gennaio 2011  | Download digitale |                   |
| Stati Uniti   | 18 gennaio 2011  | Download digitale | Download digitale |
| Germania      | 25 febbraio 2011 | CD singolo        |                   |